# Younis Mahmoud
Younis Mahmoud (Kirkoek, 3 februari 1983) is een Iraaks voormalig voetballer. Hij is recordinternational van het Iraaks voetbalelftal.

## Azië Cup 2007
Mahmoud stond in de basis van het nationaal voetbalelftal van Irak. Hij was topscorer van het toernooi samen met twee andere spelers (4 goals). Mahmoud scoorde later de winnende treffer in de finale tegen Saoedi-Arabië (uitslag 1-0). Hij werd gekozen tot beste speler van het toernooi.

## Carrière

### Al-Dibs
Mahmoud begon zijn sportieve carrière bij Al-Dibs, eerst als basketballer. Zijn vader vroeg of hij voetbal leuk vond en zodoende ging hij voor de lol voetballen bij de amateurclub voor Al-Dibs. Mahmoud ging al snel naar het 1e team van Al-Dibs, in de 3e divisie. Voor Al-Dibs speelde hij 34 wedstrijden en scoorde 29 doelpunten.

### FC Kirkuk
Mahmoud ging naar FC Kirkuk, in de 2e divisie, hij speelde 38 wedstrijden en scoorde 27 doelpunten. In de competitie scoorde hij 19 doelpunten.

### Al-Shorta

#### Weigering en verbinden met Al-Talaba
In 2001 had Mahmoud een rechtszaak in Al-Shorta. In die tijd was Ahmed Radhi de coach van Al-Shorta en die weigerde Mahmoud toe te laten in de club. Mahmoud was in die tijd 18 jaar. In de Iraakse League waren er nog een heleboel teams die in Mahmoud geïnteresseerd waren. Mahmoud tekende een contract bij Al-Talaba, in zijn debuut scoorde hij tegen zijn oude club FC Kirkuk. Hij kreeg meteen een basisplek in de ploeg en hij was topscorer van de Irakse beker in 2002-2003. In 2003 was Al-Talaba gekwalificeerd voor AFC Champions League: hij speelde drie keer en scoorde twee keer. Mahmoud speelde voor Al-Talaba 33 wedstrijden en scoorde 21 doelpunten.

### Al-Wahda Abu Dhabi
In 2004 werd Mahmoud uitgeleend aan Al-Wahda Abu Dhabi, daar speelde hij 26 wedstrijden en scoorde 19 doelpunten.

### Al-Khor
Na zijn avontuur bij Al-Wahda Abu Dhabi ging hij naar Al-Khor in Qatar. Hij speelde twee seizoenen, 55 wedstrijden en scoorde 46 doelpunten. Mede dankzij hem werd Al-Khor voor de eerste maal 3e in de Qatar League.

### Al-Gharafa
In 2006, na de seizoenen met Al-Khor ging Mahmoud naar Al-Gharrafa en in zijn eerste seizoen met het team eindigde 2e in de competitie en gekwalificeerd voor de AFC Champions League, en won Mahmoud de Qatar Topscorers Award na het scoren van 19 doelpunten. Mahmoud kreeg 100.000 dollar van de Qatarese voetbalbond, hij doneerde dit geld voor de bouw van een moskee in zijn woonplaats Kirkuk.

## Wedstrijden
| Seizoen                       | Club                          | Competitie          | Wedstrijden | Doelpunten |
| ----------------------------- | ----------------------------- | ------------------- | ----------- | ---------- |
| 1997-1999                     | Al-Dibs                       | Super League (Irak) | 34          | 29         |
| 1999-2001                     | Kirkuk fc                     | Super League (Irak) | 38          | 27         |
| 2001-2003                     | Al-Talaba                     | Super League (Irak) | 33          | 21         |
| 2003-2004                     | Al-Wahda FC                   | UAE League          | 26          | 19         |
| 2004-2006                     | Al-Khor                       | Qatari League       | 55          | 46         |
| 2006-2011                     | Al-Gharrafa                   | Qatari League       | 103         | 81         |
| Iraaks voetbalelftal          | Iraaks voetbalelftal          |                     | 60          | 31         |
| Iraaks voetbalelftal onder 23 | Iraaks voetbalelftal onder 23 |                     | 31          | 21         |
| Iraaks voetbalelftal onder 19 | Iraaks voetbalelftal onder 19 |                     | 8           | 4          |
| Totaal                        | Totaal                        | Totaal              | 335         | 279        |

## Erelijst
1997-1998
- Beste Speler van het Jaar (In de Iraakse Districten, "Muhafathat").

1998-1999
- Debuut met Kurkuk club.
- Iraakse League topscorer met 19 doelpunten.
- Iraakse League winnaar(promoveert naar het 1 divisie)

2000-2001
- Jongste speler ooit die voor Irak speelt (18 jaar).
- Debuut met Al-Talaba.
- Iraakse League winnaar.
- Iraakse Cup winnaar.
- Bagdad Cup winnaar.
- winnaar West-Azië Cup

2002
- Topscorer van de 11e Al-Ma'arak Cup.

2003-2004
- Topscorer in de Abha Cup in Saoedi-Arabië met 5 doelpunten.
- AFC Jong speler van het Jaar (genomineerd).
- Gestemd als een van de top 5 Arabische spelers in 2003-2004.
- Topscorer van de Aziatische beker eerste kwalificatieronde met 7 doelpunten.
- Eerste Iraakse speler met eigen persoonlijke officiële website.
- 4de plaats in de Olympische Spelen 2004 in Athene, Griekenland (5 wedstrijden, scoorde eenmaal tegen Portugal in de eerste ronde (Irak won 4-2).
- Bereikte de kwartfinale van de Azië Cup 2004 in China.
- Debuut met Al-Khor club, Qatar.
- Topscorer Al-Khor.
- Scoorde snelste doelpunt in de Qatari League.
- Scoorde snelste doelpunt in de Qatari Cup.
- Topscorer in de Qatari Cup.
- won de Qatari Cup met Al-Khor Club.

2005-2006
- Winnaar van de West-Azië Cup 2005 in Qatar.
- Topscorer van de West-Azië Cup in Qatar.
- Al-Khor Club topscorer.
- Tweede plaats topscorer in de Qatari league met 20 doelpunten (een doelpunt te kort).
- Scoorde 6 doelpunten in een wedstrijd en brak het record in de Qatar league.

2006
- Aziatische Spelen zilver Medaille.
- Topscorer voor Irak tijdens de Azië Cup 2007 kwalificatie (4 doelpunten). Hij scoorde 2 goals tegen Palestina en ook 2 tegen Singapore.

 2007 
- Winnaar van de 2007  Azië Cup.
- Uitgeroepen tot Beste Speler 2007 Azië Cup 2007.
- Topscorer 2007 AFC Azië cup (4 doelpunten).
- Genomineerd AFC Speler van het Jaar 2007. (plaats 2)
- Genomineerd Arabische Speler van het Jaar 2007. (winnaar)
- Genomineerd voor de Ballon d'Or 2007. (plaats 29)
- Genomineerd door IFFHS voor de beste voetballer van het jaar 2007. (plaats 28)
- Mahmoud won La Gazzetta dello Sport 's Facchetti award.
- 2007 AFC Azië Cup All-Star Team.
- Al-Ahram 's 2007 Arabische speler van het Jaar.
- Iraakse Speler van het Jaar 2007.
- Zaman's 2007 beste speler van het jaar.
- Al-Watan's 2007 Arabische speler van het Jaar.
- Al-Hadath 2007 Arabische speler van het Jaar.
- Al-Gharrafa speler van het jaar.

2008
- bekroond met een badge vanwege het winnen van het AFC Azië cup 2007.
- de 2e bekendste Arabische persoon op de wereld 2007.
- won de Qatari League 2007/2008 met Al-Gharrafa
- won de beste speler in de 2007/2008 Qatari League

2009
- won de Qatari League 2008/2009 met Al-Gharrafa
- won de 2009 Emir of Qatar cup met Al-Gharrafa
- won de 2009 Qatari Stars Cup met Al-Gharrafa

2010
- won de Qatari League 2009–10 met Al Gharrafa
- won de 2010 Qatar Crown Prince Cup met Al Gharrafa

2011
- Won de Qatari Stars Cup met Al Wakrah SC

## Beroemde wedstrijden
- 24 maart 2002 Mahmoud scoorde tijdens zijn debuut tegen Cagliari Calcio(geen internationaal wedstrijd).
- 7 september 2002 Irak stond 1-2 achter in de finale tegen Jordanië in de 89 minuut en scoorde zijn eerste echte doelpunt voor Irak. Irak won de finale met 3-2.
- 8 april 2005 Al-Khor 8-0 Al-Shamal (Younis scoorde 6 doelpunten en bevestigd een nieuw wereld record).
- 17 augustus 2005 Irak 5-2 Apollon Limassol (Vriend schappelijk) Mahmoud scoorde 4 doelpunten.
- 10 december 2005 Irak 2-2 Syrië de finale van de West Asian Games Football Mahmoud scoorde een spectaculair doelpunt Irak won met 4-3 met penalty's (Mahmoud scoorde ook een penalty).
- 28 december 2006 Al-Garrafa 1-1 Al-Sadd (Younis scoorde in 27 seconden de 1-0).
- 11 oktober 2006 Mahmoud scoorde 2 doelpunten (de 1e een solo hij speelde 4 man uit de 2e scoorde hij bijna van 50 meter)
- 6 december 2006 Maleisië 0-4 Irak (Mahmoud scoorde 2 doelpunten in 1 minuut).
- 21 juli 2007 Vietnam 0-2 Irak (scoorde het snelste doelpunt in de Azië Cup (65 s) en scoorde ook met een vrije trap uit stand).
- 29 juli 2007 Saoedi-Arabië 0-1 Irak (scoorde het winnende doelpunt in de Azië Cup).